# Endophragmiella corticola
Endophragmiella corticola är en svampart som beskrevs av P.M. Kirk 1982. Endophragmiella corticola ingår i släktet Endophragmiella och familjen Helminthosphaeriaceae.   Inga underarter finns listade i Catalogue of Life.